# Krzysztof Wolski
Krzysztof Wolski (ur. 28 maja 1970) – polski piłkarz, występujący na pozycji pomocnika.

## Życiorys
Występował w Pogoni Oleśnica, skąd w 1989 roku przeszedł do Śląska Wrocław. W I lidze w barwach Śląska zadebiutował 11 sierpnia 1990 roku w przegranym 1:3 spotkaniu z Legią Warszawa. Ogółem we wrocławskim klubie rozegrał 23 mecze w I lidze. Następnie był zawodnikiem Varty Namysłów, w barwach której w latach 1995–1997 rozegrał 50 meczów w II lidze. Był także zawodnikiem LKS Jankowy, skąd odszedł w 2000 roku z powodu kontuzji.

## Statystyki ligowe
| Sezon     | Klub           | Liga    | Mecze | Gole |
| --------- | -------------- | ------- | ----- | ---- |
| 1989/1990 | Śląsk Wrocław  | I liga  | 0     | 0    |
| 1990/1991 | Śląsk Wrocław  | I liga  | 1     | 0    |
| 1991/1992 | Śląsk Wrocław  | I liga  | 14    | 3    |
| 1992/1993 | Śląsk Wrocław  | I liga  | 8     | 0    |
| 1995/1996 | Varta Namysłów | II liga | 32    | 2    |
| 1996/1997 | Varta Namysłów | II liga | 18    | 1    |